# Cesco Ciapanna
Cesco Ciapanna, nato Francesco Ciapanna (San Benedetto del Tronto, 1935 – Roma, 16 marzo 2014), è stato un editore, giornalista e fotografo italiano, fondatore e direttore di una delle più diffuse ed importanti riviste mensili fotografiche italiane: Fotografare nel 1967.

## Biografia
Le informazioni disponibili sulla vita di questo personaggio importante nel mondo della fotografia italiana della seconda metà del Novecento sono abbastanza scarne, in particolare quelle prima degli anni Sessanta. In quel decennio crebbe in lui fortemente il desiderio di approfondire la sua conoscenza sulla fotografia, dapprima attorno alla macrofotografia, nella quale divenne un abile professionista, per poi abbracciarne tutto il settore. Praticò la fotografia subacquea, sperimentando, inventando e costruendo dei nuovi scafandri che trovarono ampio successo e che furono utilizzati anche in seguito, oltre agli astucci subacquei per le macchine fotografiche professionali. Ebbe, inoltre, una notevole vena polemica sempre a favore del cosiddetto fotoamatore con lo scopo di proteggerlo dalle trappole del mercato.
Fondò e diresse la rivista mensile Fotografare dal 1967 e dall'anno successivo Foto pratica, concepita come un rotocalco, cioè come una rivista illustrata. L'intuizione di Ciapanna fu quella di porre l'attenzione alle novità tecniche delle nuove macchine fotografiche, con l’urgenza di essere i primi a informare il lettore delle nuove tendenze e, nel caso, anche ad evidenziarne gli errori affinché il fotografo non venisse colto di sorpresa. Fotografare non fu una rivista che pubblicava le fotografie con le "valutazioni" del critico di turno, ma si basava, se non unicamente, quasi sostanzialmente sulle informazioni tecniche ad uso e consumo del lettore, sui consigli, sulle novità, sugli indirizzi del mercato. La rivista arrivò ad essere la prima in Italia per copie vendute e dalla sua redazione uscirono coloro che in seguito fondarono altre riviste del settore come Reflex e FotoCult e perfino il notissimo Progresso Fotografico non avrebbe dato vita alla rivista Tutti Fotografi se non avesse avuto quale concorrente Fotografare.
Viaggiatore instancabile, Ciapanna pubblicò sulle sue riviste i resoconti fotografici e le sue impressioni narrative dei suoi viaggi, dalla Cina di Mao Zedong, al Tibet, dall'India, alle Maldive, dal Costarica fino a raccontare il lavoro dei pescherecci del porto della sua città natale di San Benedetto del Tronto. Ne è un esempio l'edizione di Fotografare n. 2 del febbraio 1972 in cui in copertina viene testualmente riportato "Le esperienze in Cina di un nostro inviato", ma, come è possibile vedere nelle pagine interne, l'inviato fu proprio lui.
All'inizio degli anni Novanta, probabilmente anche a causa di citazioni e procedimenti giudiziari non meglio specificati, si ritirò nello studio dell'onomanzia sulla quale aprì perfino un suo blog personale. Ormai alle soglie del digitale, Ciapanna aveva già offerto a piene mani ai fotografi italiani tutto ciò che era in suo potere. Non era nuovo agli anagrammi esoterici dell'onomanzia, però da quel momento divennero ancora più criptici, del resto non sembra che ambisse ad avere riconoscimenti pubblici, anche se forse un più ampio "coccodrillo" alla sua morte gli avrebbe fatto piacere.

## Pubblicazioni
- Tecnica della fotografia subacquea, Effe Ed., 1972
- Come si fanno i trucchi fotografici, scritto con Gaetano Manti, Marcello Betocchi, Antonello Manno, Gianfranco Raimondi - Ciapanna Ed., 1977
- Marijuana e altre storie, Ciapanna Ed., 1979
- Marijuana e altre storie. Analisi irriverente della canapa nella medicina nella religione nell'erotismo nella letteratura nella parapsicologia nello spinello, Ciapanna Ed., 1997
- Le carte dell'Aids, scritto con Francesco Romano ed Elizabeth Vogel - Ciapanna Ed., 1989 (2ª ed.)

## Editore (selezione)
- Douglas Arthur Spencer, Trattato di fotografia a colori, Ciapanna ed., 1977
- Walter Torquati, Guida pratica alla camera oscura, Ciapanna Ed., 1979
- Wladimiro Settimelli, I padri della fotografia, Ciapanna Ed., 1979
- John Wade, Breve storia della macchina fotografica, Ciapanna Ed., 1980
- Brian Coe, Paul Gates, L'istantanea. Piccola Storia Della Foto-Ricordo, Ciapanna Ed.
- Allan Horvath, Foto Grafica - Elaborazioni ed effetti speciali di facile realizzazione, Ciapanna Ed., 1982